# Александр (Эчеваррия)
Епи́скоп Алекса́ндр (фр. Evêque Alexandre, в миру Франсиско Эчеваррия, исп. Francisco Echevarria, после принятия православия — Адриа́н, фр. Adrien; род. 19 февраля 1956, Женева, Швейцария) — епископ Русской православной церкви Заграницей на покое, бывший епископ Вевейский, викарий Лондонской и Западно-Европейской епархии.

## Биография
Родился 19 февраля 1956 года в Женеве. По отцу — мексиканец, по матери — француз. Воспитывался в церковной католической семье, его мать преподавала закон Божий в приходской школе.
Проживая в старом городе, часто заходил в русский Крестовоздвиженский собор, знал многих франкоязычных прихожан, а затем начал петь здесь на клиросе. Церковно-славянскому языку и пению учился в «маленьком хоре», потом перешёл петь в «большой хор» Крестовоздвиженского храма. Знакомство с архиепископом Женевским и Швейцарским Антонием (Бартошевичем), который с 1963 года возглавлял Западно-Европейскую епархию, способствовало приближению молодого человека к принятию православия. 24 декабря 1973 года, в возрасте 17 лет был принят в православную Церковь и наречен Адрианом в честь мученика Адриана Никомидийского.
В 1977 году он поступил в Женевский университет, который окончил в 1981 году, получив диплом по древней истории, древнегреческому и коптскому языкам.
После кончины архиепископа Антония в 1993 году протоиерей Павел Цветков привлёк Адриана к более активному участию в церковной жизни, в том числе к канцелярской работе. Кроме Крестовозвиженского прихода в Женеве, много помогал настоятелю храма Святой Варвары в Веве епископу Амвросию (Кантакузену).
26 сентября 1996 года епископом Амвросием (Кантакузеном) был рукоположён в сан диакона, после чего провёл полгода в Лесненском монастыре во Франции, где обучался богослужению и помогал епископу Серафиму (Дулгову).
В марте 1997 года епископом Амвросием (Кантакузеном) был рукоположён в сан пресвитера и назначен вторым священником Крестовоздвиженского кафедрального собора в Женеве.
14 октября 2000 года вместе с ключарём собора протоиереем Павлом Цветковым при поддержке группы прихожан, образовавшей Ассоциацию Крестовоздвиженского собора, официально объявил о своём намерении покинуть Русскую православную церковь заграницей и присоединиться к Московскому патриархату, мотивируя это тем, что не видят иного способа «оставаться членами Вселенской православной церкви». Тем не менее, епископ Амвросий убедил их остаться в РПЦЗ.
Ему часто приходилось замещать епископа Амвросия и служить в храме святой Варвары в Веве и в храме Рождества Христова в Лозанне; иногда совершал богослужения в Троицком приходе в Берне и Никольском приходе в Базеле, замещая тамошних священников. В 2007—2011 годы совершал ежемесячные богослужения в храме святого Александра Невского в городе По во Франции. Как отмечал Иван Грезин, «Везде отличался молитвенностью, немногословностью и поразительным спокойствием».
23 июня 2018 года был возведён в сан протоиерея в храме великомученицы Варвары в Веве.

### Архиерейство
20 сентября того же года на очередном заседании Архиерейского синода Русской зарубежной церкви был избран епископом Вевейским, викарием Западно-Европейской епархии, что было утверждено решением Священного синода Русской православной церкви от 15 октября 2018 года.
25 ноября 2018 года в монастыре преподобного Иова Почаевского в Мюнхене был пострижен в монашество архиепископом Берлинским Марком (Арндтом) с наречением имени Александр в честь воина-мученика Александра Бергамского. 2 декабря того же года тем же архиереем в кафедральном соборе Новомучеников и исповедников Российских города Мюнхена был возведён в сан архимандрита.
19 января 2019 года в Крестовоздвиженском соборе Женевы был наречён во епископа. 20 января в Крестовоздвиженском соборе Женевы хиротонисан во епископа Вевейского, викария Женевской и Западноевропейской епархии. Хиротонию совершили: архиепископ Берлинский и Германский Марк (Арндт), архиепископ Штутгартский Агапит (Горачек), епископ Ричмондский и Западноевропейский Ириней (Стинберг) и епископ Сиэтлийский Феодосий (Иващенко).
5 марта 2024 года отправлен на покой согласно с собственным прошением.